# Witold Maciaszczyk
Witold Maciaszczyk (ur. 8 lutego 1913 w Łodzi, zm. 30 grudnia 2002 w Łodzi) – polski lekkoatleta, mistrz Polski.
Był wszechstronnym lekkoatletą, ale największe sukcesy odnosił w biegach płotkarskich i dziesięcioboju. Był mistrzem Polski w biegu na 110 m przez płotki w 1945, wicemistrzem w biegu na 110 m przez płotki w 1946 i w biegu na 400 m przez płotki w 1946 i  1947, a brązowym medalistą w dziesięcioboju w 1936 i 1946.
Zdobył dwa brązowe medale halowych mistrzostw Polski skoku o tyczce w 1936i 1937.
Rekordy życiowe:
- bieg na 110 m przez płotki – 16,2 s (1 września 1938, Łódź)
- bieg na 400 m przez płotki – !:00,8 (26 czerwca 1938, Łódź)
- skok wzwyż – 1,79 m (20 czerwca 1937, Łódź)
- skok o tyczce – 3,57 m (29 czerwca 1939, Łódź)
- dziesięciobój lekkoatletyczny – 5578 p (17 sierpnia 1937, Łódź)

Był zawodnikiem Sokoła Łódź (1932-1939) i ŁKS Łódź (1945-1947).
Ukończył Gimnazjum Zgromadzenia Kupców w Łodzi. Był z zawodu cukiernikiem i trenerem lekkoatletycznym. Wieloletnie przewodniczący Rady Trenerów Łódzkiego Okręgowego Związku Lekkiej Atletyki.